# Haruka Abe
Pour les articles homonymes, voir Abe.
Haruka Abe (安部 春香), née le à Tokyo, est une actrice japonaise.
Elle est connue pour avoir joué dans le clip Rather be du groupe Clean Bandit et pour avoir interprété May-Ling dans le thriller interactif Late Shift.

## Biographie
Hakuna Abe est une actrice japonaise connue principalement pour son rôle dans le clip Rather Be de Clean Bandit. En 2011, elle est repérée par la BBC pour interpréter de petit rôle dans une série. Elle continue à jouer dans certains films, mais sa carrière ne décolle pas vraiment. Elle participe en 2016 au film interactif Late Shift interprétant le personnage de May-Ling. Le film, décliné en jeu-vidéo FMV connait un franc succès encore aujourd'hui notamment grâce aux streameurs et youtubeurs.
En 2018, elle joue le rôle de Tippi dans la série télévisée Kiss Me First.

## Filmographie
- 2015 : Cucumber (série télévisée)
- 2021 : Snake Eyes de Robert Schwentke